# Porsche 936
El Porsche 936 es un sport prototipo del Grupo 6 del fabricante alemán de automóviles Porsche que compitió en el Campeonato Mundial de Sport Prototipos desde 1976 hasta 1982.

## Historia

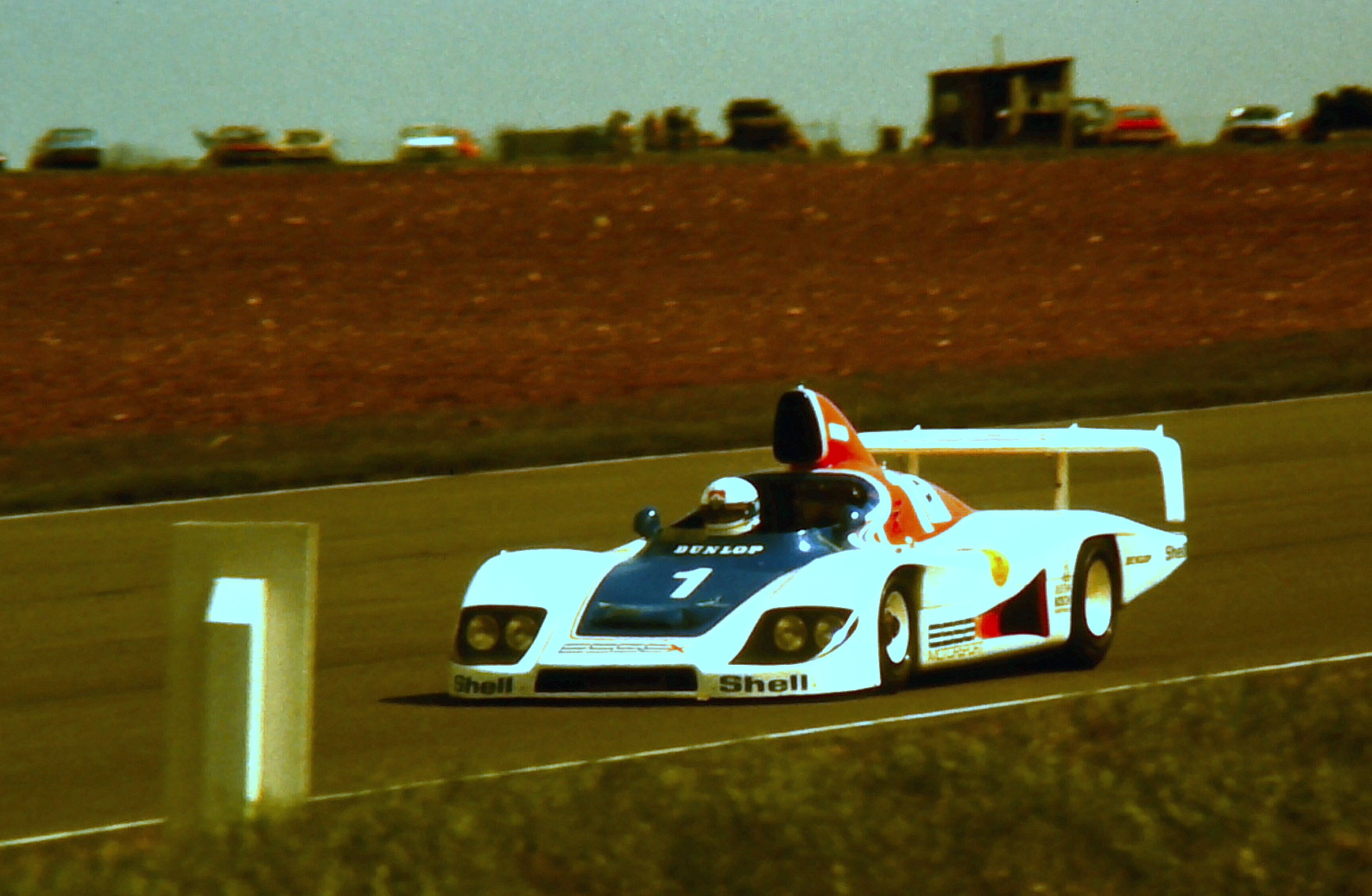
Brian Redman y Jochen Mass en las 6 Horas de Silverstone de 1979.

El Porsche 936 fue construido para competir en el Campeonato Mundial de Sport Prototipos, así como en las 24 Horas de Le Mans de 1976, en las que ganó ambas. El chasis 002 ganó con Jacky Ickx y Gijs van Lennep ganó Le Mans, mientras que el chasis de Reinhold Joest y Jürgen Barth tuvo un fallo de motor.
De 1976 a 1981, el Porsche 936 ganó las 24 Horas de Le Mans tres veces con Jacky Ickx ('76, '77, '81), fue reemplazado por el Porsche 956.